# WampServer
WampServer — безплатний пакет WAMP, що дозволяє установку, та експлуатацію вебсервера MS Windows на основі Apache, інтерпретатора скриптів PHP і сервера баз даних MySQL.

## Опис
WampServer 2 є проектом, заснованим на GPL. Його головним автором є француз Ромен Бурдон, за підтримки спільноти порталу phpteam.net.
WampServer 2 включає в себе версії 2.2а від 26 вересня 2011 року
- Сервер версії Apache Web 2.2.26
- PHP інтерпретатор версії 5.3.8
- Сервер бази даних MySQL 5.5.16
- Програмне забезпечення для конфігурації і управління пакета
- Сценарій PhpMyAdmin версії 3.2.01 використовується для управління базами даних MySQL

Весь пакет займав 24 МБ
Станом на 2022, актуальна версія WampServer 3.*, також WampServer 2.5 (32- та 64-біти) не сумісний із Windows XP, ні з SP3, ні Windows Server 2003, проте старіші версії доступні на sourceforge.